# جبل الزيتون

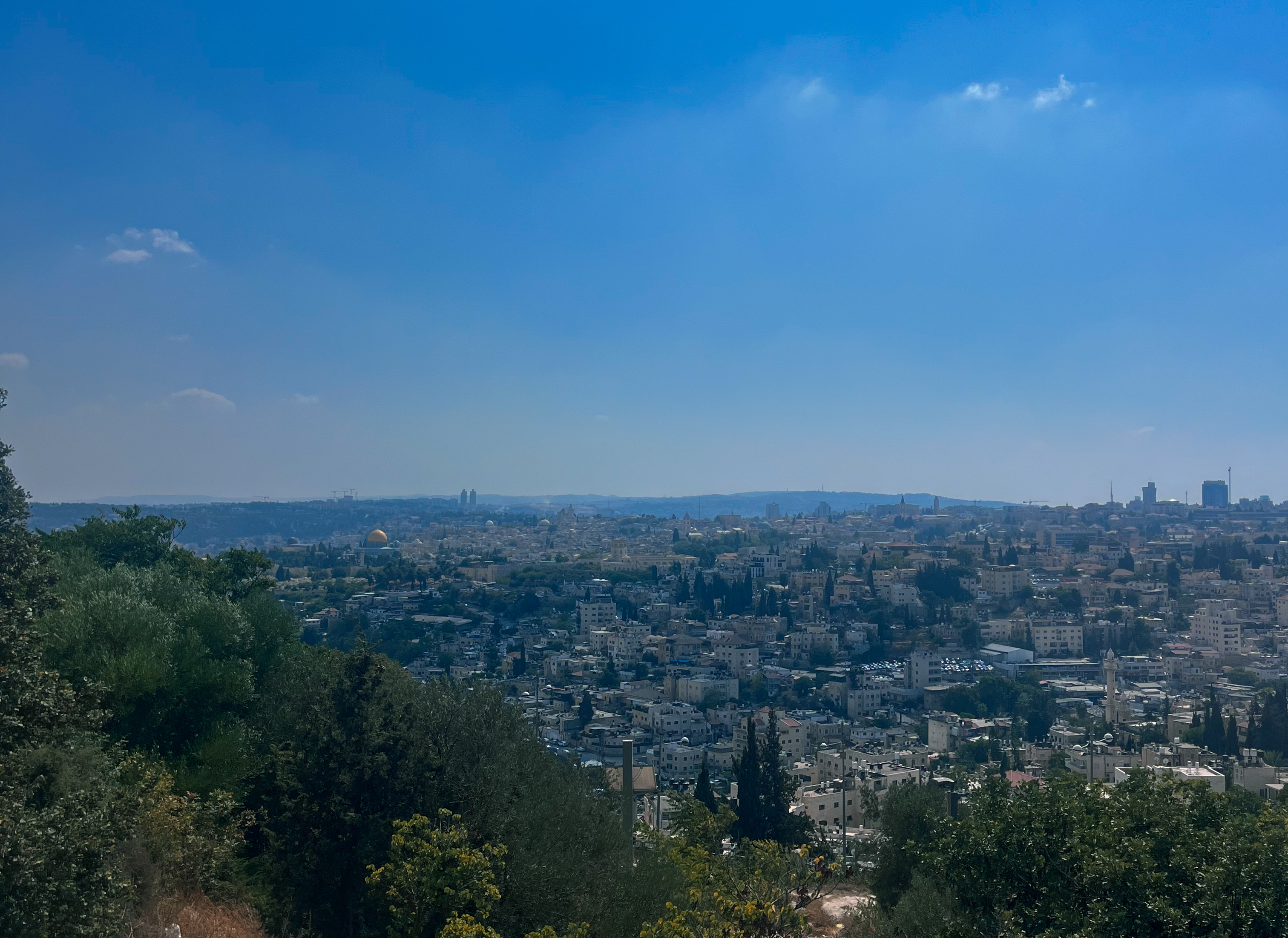
صورة من قمة الجبل

جبل الزيتون (بالعبرية: הַר הַזֵּיתִים‏) هي سلسلة التلال الجبلية في القدس الشرقية شرق البلدة القديمة وملاصق لها. سُمي الجبل كذلك نسبةً إلى بساتين الزيتون التي كانت تغطي منحدراته في الماضي. توجد في الجزء الجنوبي من الجبل مقبرة سلوان التي كان يدفن بها نخبة مملكة يهوذا القديمة. أما المنحدرات الغربية للجبل التي تطل على القدس فاستُخدمت كمقبرة يهودية لأكثر من 3000 عام وفيها حوالي 150,000 قبر. وعلى قمة الجبل يوجد حي الطور الفلسطيني وهي قرية أصبحت الآن جزءًا من القدس الشرقية.
وقد جذبت عدة عوامل السياح والحجاج إلى جبل الزيتون منها: المشهد الساحر المطل على مدينة القدس من قمته، واعتباره موقع صعود يسوع وموطن قبر مريم العذراء وقبر الناسكة رابعة العدوية، بالإضافة إلى عدد من المواقع التاريخية والدينية الأخرى.

## الجغرافيا
جبل الزيتون هو واحد من ثلاث سلاسل من التلال التي تمتد لمسافة 3.5 كيلومتر (2.2 ميل) شرق المدينة القديمة عبر وادي النار. أعلى نقطة في جبل الزيتون هي الطور على ارتفاع 818 مترا (2684 قدما).
تقع البلدة القديمة على أقدامه الغربية وتقع الاغوار على أقدامه الشرقية، لذلك هو يعد نقطة الفصل بين منطقتين مناخيتين مختلفتين.

## التاريخ
دُفن اليهود في جبل الزيتون العديد منذ العصور التوراتية وحتى اليوم. كانت المقبرة الموجودة على التلال الجنوبية حيث تقع قرية سلوان الحديثة كانت موقع دفن لأبرز مواطني القدس خلال فترة ملوك الكتاب المقدس.

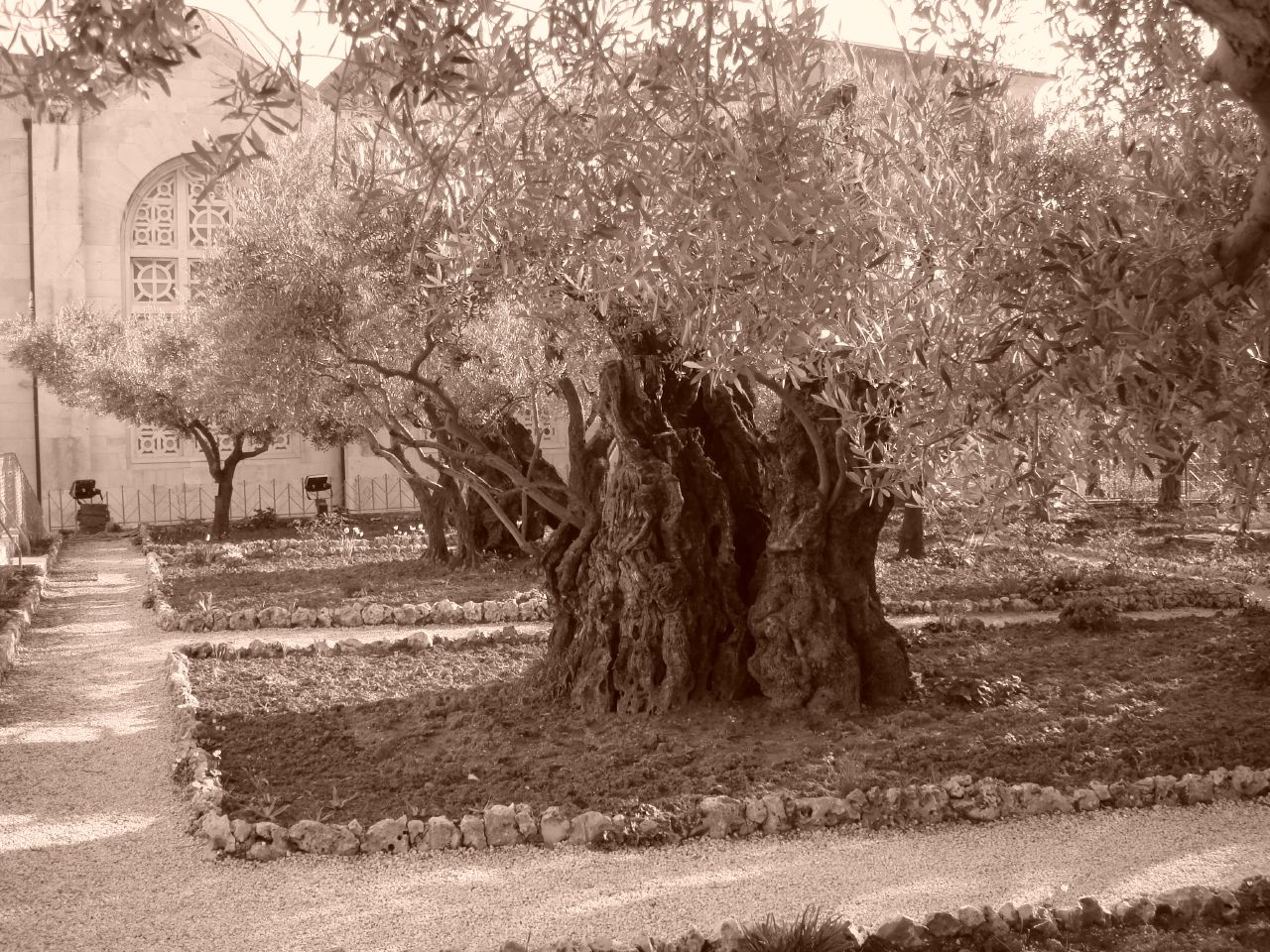
شجرة زيتون على جبل الزيتون يقال إن عمرها يتراوح بين 800 و2000 عام

كان يحتفل اليهود في بداية الشهر الجديد على جبل الزيتون في فترة الهيكل الثاني. جمع نبي يهودي يُعرف بـالمصري أتباعه على قمة الجبل استعدادًا لغزو المدينة أو بنية أن يهدم أسوار القدس في عهد الحاكم الروماني أنطونيوس فيلكس (52-60 م)، قضى الرومان على هذه المجموعة وفر المصري بينما قُتل أو أُسر العديد من أتباعه وفر الباقون.
نصب جنود الفيلق العاشر فريتينسيس الرومان خيامهم على الجبل خلال حصار القدس في عام 70 م. وبعد تدمير الهيكل الثاني كان اليهود يحتفلون بعيد سوكوت على جبل الزيتون بسبب ارتفاعه عن جبل المعبد المزعوم بـ 80 مترًا، وأصبح المكان يعرف بين اليهود بالحداد على تدمير الهيكل، خاصة في ذكرى خراب الهيكل. كتب الحاج اليهودي الإيطالي ميشولام من فولتيرا في عام 1481: «وتصعد كل جماعة من اليهود كل عام إلى جبل صهيون في يوم تيشا بآف (ذكرى الهيكل) للصوم والحداد ثم ينزلون عبر وادي يوشافات (وادي النار) ويصعدون إلى جبل الزيتون. ومن هناك يطلون على الهيكل كله (جبل الهيكل) ويبكون وينتحبون على تدمير هذا البيت».
كان سكان سلوان يتلقون 100 جنيه إسترليني سنويًا من اليهود لكي لا يعترضوا للقبور الموجود على الجبل في منتصف القرن التاسع عشر.
طلب رئيس وزراء إسرائيل مناحيم بيغن أن يُدفن في جبل الزيتون بالقرب من قبري عضوي عصابة الإرجون مئير فاينشتاين وموشي بارزاني بدلاً من أن يدفن مقبرة جبل هرتزل الوطنية.

### الوضع منذ عام 1948
اتفق في اتفاقية الهدنة التي وقعت بين إسرائيل والأردن بعد حرب 1948 على تشكيل لجنة خاصة للتفاوض حول حرية الوصول إلى الأماكن المقدسة والمؤسسات الثقافية واستخدام مقبرة جبل الزيتون. لكن لم تشكل هذه اللجنة في السنوات التسع عشرة الإدارة الأردنية للضفة الغربية. سُمح للحجاج المسيحيين غير الإسرائيليين بزيارة المنطقة الأردنية، بينما منع اليهود من جميع البلدان ومعظم المواطنين الإسرائيليين غير اليهود من دخول الأردن.
قام بعض السكان العرب بنبش شواهد القبور وحرث الأرض في المقابر في فترة الحكم الأردني تضرر ما يُقدر بحوالي 38,000 شاهد قبر. خلال هذه الفترة بني طريق فوق المقبرة، وبني فندق الأقواس السبعة على قمة الجبل في عام 1964 وهدمت القبور لإنشاء مواقف للسيارات ومحطة وقود، يزعم المؤلفون الإسرائليون استخد الجيش الأردني لشواهد القبور في المراحيض. لم تُدين الأمم المتحدة الحكومة الأردنية على هذه الأعمال المزعومة.

### الحكم الإسرائيلي
رمم الإسرائليون المقبرة بعد حرب الأيام الستة عام 1967 وضمت القدس الشرقية لها في عام 1980، وهو انتهاك للقانون الدولي وحكم عليه مجلس الأمن الدولي في قرار مجلس الأمن الدولي رقم 478 بأنه لاغ وباطل.
كانت مقابر جرير ريب ومناحيم بيغن عرضة للتخريب شكل الشتات اليهودي لجنة دولية لمراقبة المقبرة في 6 نوفمبر 2010.

## الحياة الاجتماعية والاقتصادية
تقع في الطور أهم المرافق الصّحية الفلسطينيّة في مدينة القدس، ومنها مستشفى المقاصد ومستشفى المطلع ومركز الأميرة بسمة للأطفال ذوي الاحتياجات الخاصّة. تتعرض القرية للعديد من الاعتداءات والانتهاكات الإسرائيلية.

### مستشفى جمعية المقاصد الخيرية
في الأول من حزيران عام 1968 افتتح مستشفى جمعية المقاصد الخيرية الإسلامية في مدينة القدس المحتلة، وبالتحديد على جبل الزيتون، وكانت الغاية منه استقبال الحالات المرضية الصعبة من الضفة الغربية وقطاع غزة بعيد الاحتلال الإسرائيلي، وبأسعار رمزية.

## الإسكان ورفض إصدار تراخيص للبناء
ترفض بلدية الاحتلال بشكل ممنهج منح تراخيص بناء للفلسطينيين في جبل الزيتون، مما أضاف المزيد من القيود على سكان القرية الذين تتزايد أعدادهم بشكل كبير. تضع سياسة عدم منح تراخيص البناء «الإسرائيلية» الفلسطينيين في الطور أمام خيارين: البناء بشكل غير قانوني أو الانتقال إلى مكان آخر خارج القدس. وفيما يعتبر الخيار الأول الحجة المفضلة لسلطات الاحتلال لتنفيذ أوامر الهدم بحق المنازل الفلسطينيّة يعبر الخيار الثاني عن وسيلة «إسرائيلية» بيروقراطية تهدف إلى التطهير العرقي للفلسطينيين في القدس إذ تؤدي في نهاية الأمر إلى فقدان أولئك الذين قرروا الانتقال لبطاقات إقامتهم «الإسرائيلية» في القدس. وقد أثرت قيود البناء هذه على البنية التحتية المتداعية، وساهمت في خلق ظروف معيشية غير صحية في الأحياء المكتظة.
قامت سلطات الاحتلال في نيسان 2013 بهدم ثلاثة منازل فلسطينية في جبل الزيتون كان أصحابها قد قضوا شهورًا طويلة وهم يوفرون الأوراق الرسميّة لبلدية الاحتلال وبشكل مباشر للجنة التخطيط والبناء للحصول على التراخيص، ولكن طلبهم رفض في نهاية الأمر.

## المستوطنات
ادعت بلدية الاحتلال في القدس في مناسبات عدة أنها غير قادرة على بناء مدارس في الطور بسبب نقص الأراضي المفتوحة والمناسبة لهذا الغرض. لكن الواقع يكشف زيف هذا الادعاء، فقد أعطيت في العام 1990 أرض مقابلة لمستشفى المطلع لجماعة استيطانية بغرض بناء مدرسة يهودية دينية. تعكس هذه الواقعة سياسة ممنهجة يتم وفقها منع الفلسطينيّين من البناء بينما تتاح كلّ السبل من أجل تسهيل التوسع والنمو الاستيطانيّ. فبينما ترفض طلبات الفلسطينيّين لرخص البناء أقرت السلطات «الإسرائيلية» على سبيل المثال عام 2010 تم بناء 24 وحدة سكنية جديدة في مستوطنة «بيت أوروت» الواقعة على الطرف الشمالي لجبل الزيتون.
بالإضافة إلى ذلك فإن عدداً من البيوت الفلسطينيّة في جبل الزيتون قد وقعت بأيدي جماعات استيطانية حوّلتها إلى بؤر استيطانية وسط حيّ فلسطيني. وتعني زيادة الاستيطان في جبل الزيتون بشكل أو بآخر زيادة التواجد العسكري والشرطي في هذه المنطقة. وبالتالي فإن سكان القرية يعانون من اعتداءات وتحرشات واعتقالات ل لأطفال من قبل قوات الاحتلال التي تتواجد غالباً لتأمين حركة المستوطنين داخل القرية.
في العام 2012 قامت اللجنة اللوائية للتخطيط التابعة لوزارة الداخلية «الإسرائيلية» بالمصادقة على الخطة رقم 51870 والتي تؤسس لبناء كلية عسكرية «إسرائيلية» على مساحة 41.5 دونماً فوق منحدرات جبل الزيتون، والتي ستكمل الحلقة الاستيطانية التي تحيط بالبلدة القديمة.

## الاعتقالات والاعتداءات
تعتبر الاعتداءات ضدّ أهالي القرية من قبل الاحتلال أمراً مألوفاً ومتكرراً. في أيار 2013 أصيب 7 أطفال بالاختناق من الغاز المسيل للدموع الذي أطلقته قوات الاحتلال باتجاههم. وقد وقع الكثير من الأطفال في جبل الزيتون ضحية اعتقالات شرطة الاحتلال حيث تقتحم الأخيرة منازلهم في منتصف الليل وتحقق معهم بدون تواجد أهاليهم، وهو إجراء مخالف حتى للقانون «الإسرائيلي» نفسه.

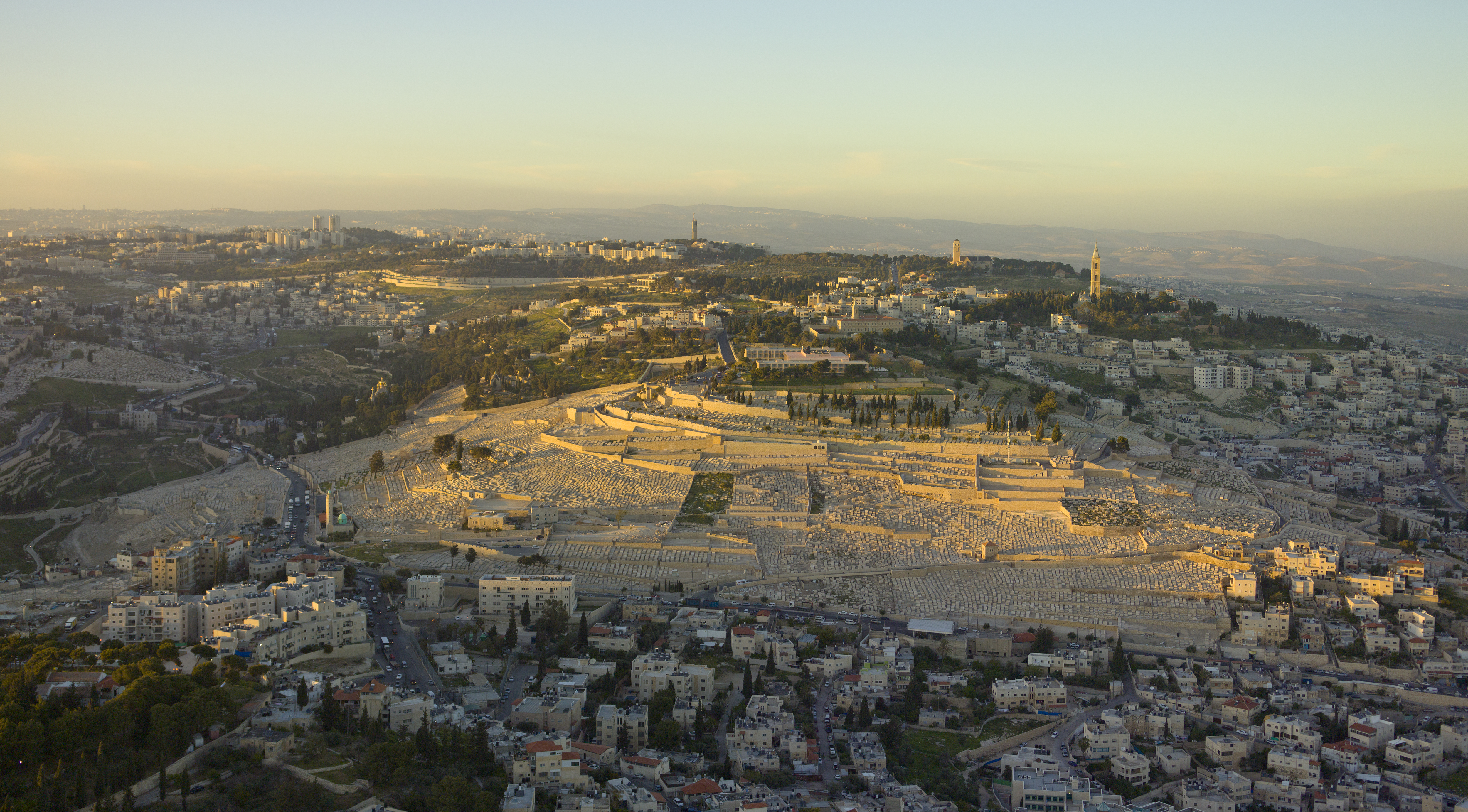
صورة جوية لجبل الزيتون

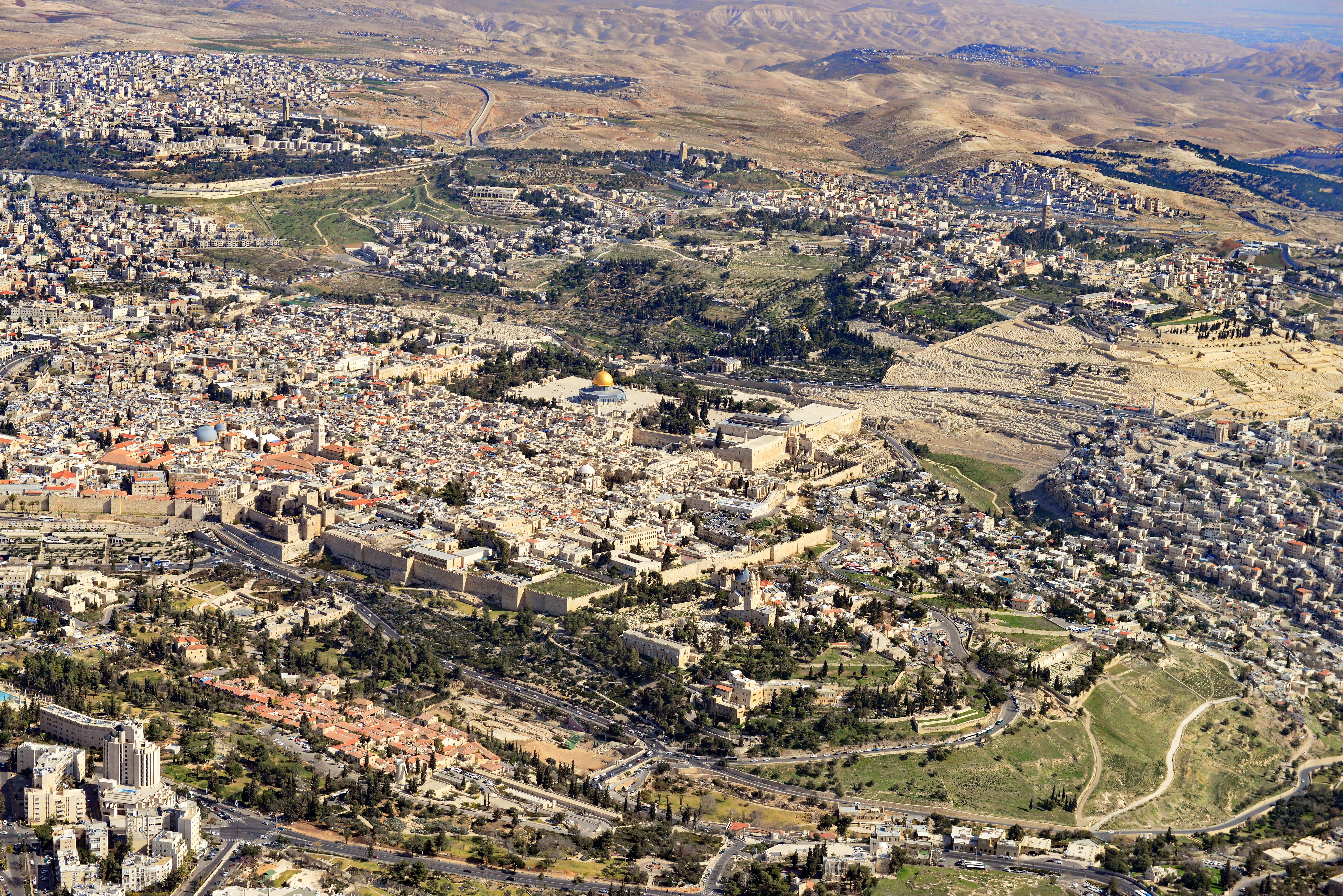
صورة جوية للقدس والمسجد الأقصى تظهر عدة أماكن منها العيسوية، وجبل الزيتون، وراس العامود، وأريحا -في الأفق- وغيرها

## الأهمية الدينية

### العهد القديم

#### داود وأبشالوم
يذكر جبل الزيتون في العهد القديم «وأما داود فصعد في مصعد جبل الزيتون. كان يصعد باكيا ورأسه مغطى ويمشي حافيا، وجميع الشعب الذين معه غطوا كل واحد رأسه، وكانوا يصعدون وهم يبكون» (صموئيل الثاني 15:30).

#### موقع مجد الرب
يذكر سفر حزقيال (11: 23) الجبل ضمنيا «وَصَعِدَ مَجْدُ الرَّبِّ مِنْ عَلَى وَسْطِ الْمَدِينَةِ وَوَقَفَ عَلَى الْجَبَلِ الَّذِي عَلَى شَرْقِيِّ الْمَدِينَةِ.»

#### نهاية العالم والقيامة والدفن
تشير نبوءة في سفر زكريا إلى أن يهوه سيقف على جبل الزيتون وأن الجبل سينشق إلى نصفين، حيث ينتقل نصفه إلى الشمال والآخر إلى الجنوب (زكريا 14: 4). تذكر المخطوطات الماسورتية فرار الناس عبر الوادي الجديد إلى مكان يُدعى آزال (زكريا 14: 5). تقدم الترجمة السبعينية قراءة مغايرة لزكريا 14: 5 فتشير إلى أن الوادي سيسد كما سُد في الزلزال الذي وقع في عهد الملك عزيا. يُسجل المؤرخ اليهودي يوسيفوس فلافيوس في عاديات اليهود أن الوادي بحي البستان كان مُسدودًا بسبب الانهيارات الأرضية أثناء زلزال عزيا. حدد الجيولوجيان الإسرائيليان واكس وليفيت آثار انهيار أرضي كبير على جبل الزيتون المحاذي لهذه المنطقة. استنادًا إلى الأدلة الجغرافية واللغوية افترض تشارلز سيمون كليرمون جانو عالم اللغويات والآثار في القرن التاسع عشر في فلسطين أن الوادي المجاور لهذا الانهيار هو وادي آزال.

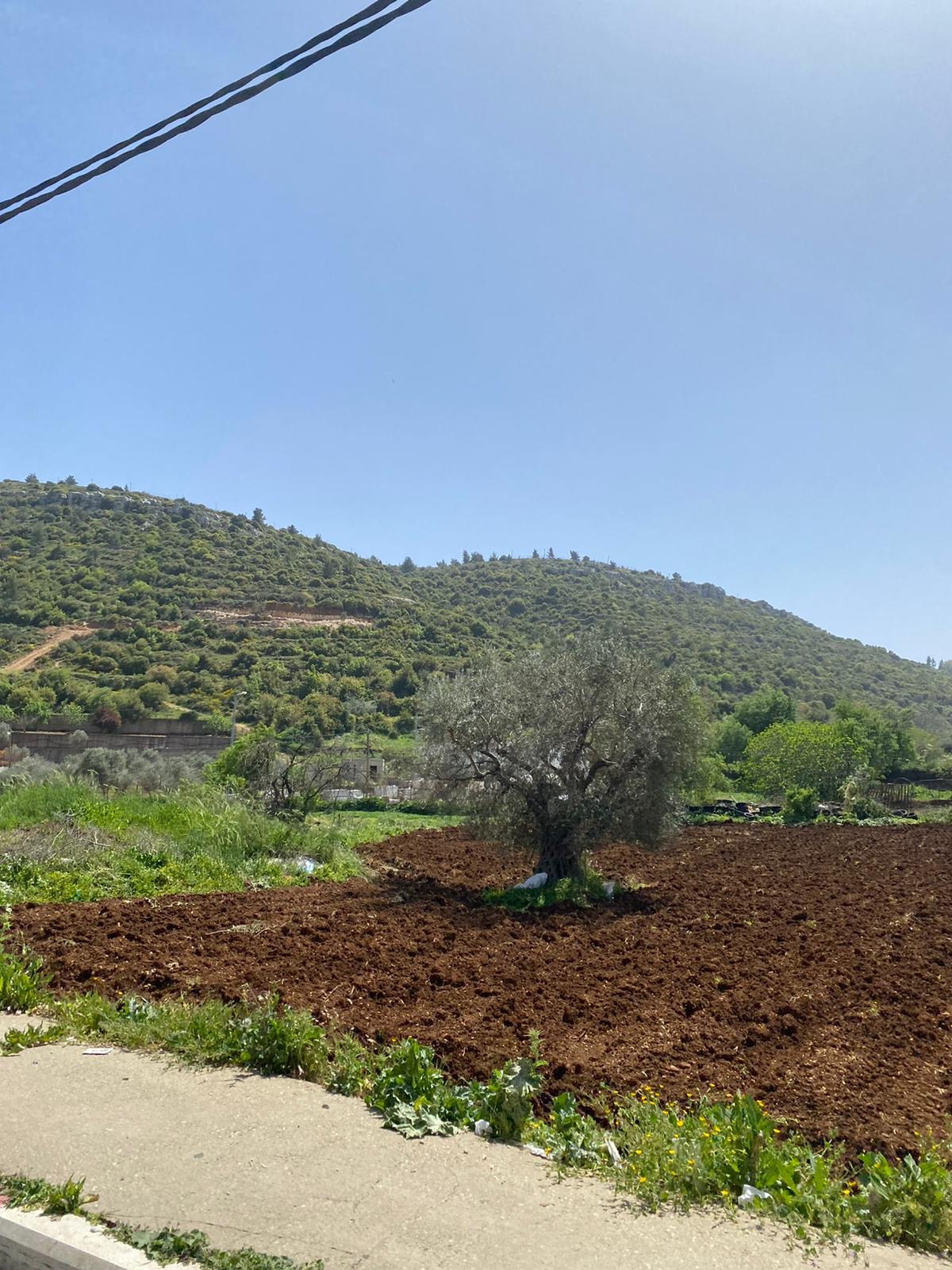
جبال الزيتون

### العهد الجديد

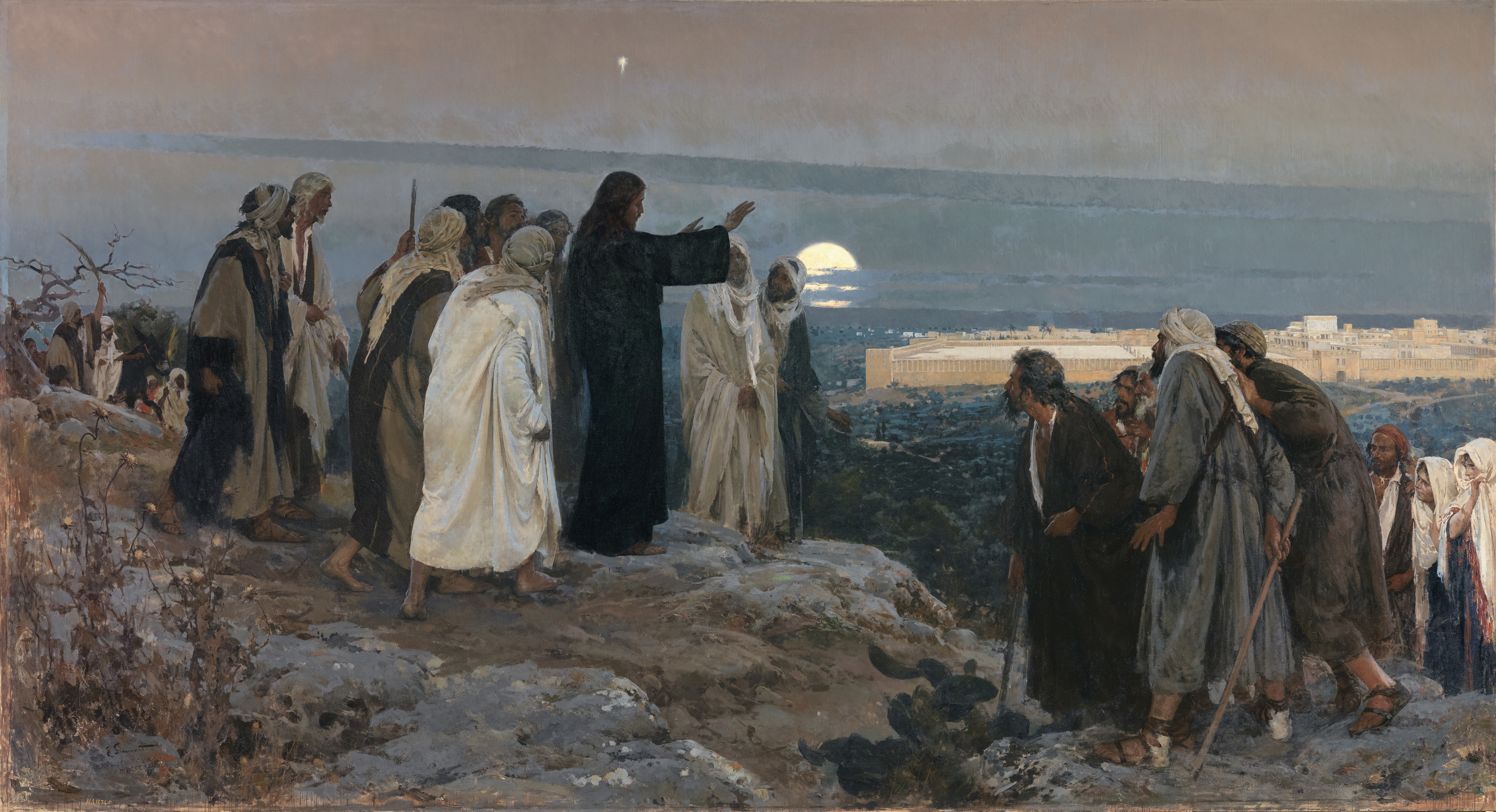
دخول المسيح إلى القدس رسم إنريكي سيمونيه في 1892

جبل الزيتون مذكور بكثرة في العهد الجديد فهو جزء من الطريق من أورشليم إلى بيت عنيا والموقع الذي وقف فيه يسوع وبكى على أورشليم في الحدث المعروف بـ Flevit super illam باللاتينية.
يُروى أن يسوع أمضى أوقاتاً على الجبل يُعلم تلاميذه ويُنبئهم (متى 24-25) وكان يعود للراحة بعد انقضاء اليوم (لوقا 21:37، ويوحنا 8:1 في القسم المُضاف إلى إنجيل يوحنا المعروف بـ Pericope Adulterae)، وزار المكان أيضاً في ليلة خيانته. عند سفح الجبل يقع بستان جثسيماني حيث يذكر العهد الجديد أن يسوع وتلاميذه زاروا الجبل «ثُمَّ رَتَّلُوا، وَانْطَلَقُوا خَارِجاً إِلَى جَبَلِ الزَّيْتُونِ.» (إنجيل متى 26:30). ومن جبل الزيتون صعد المسيح إلى السماء وفقاً لأعمال الرسل 1:9-12.

## معرض صور

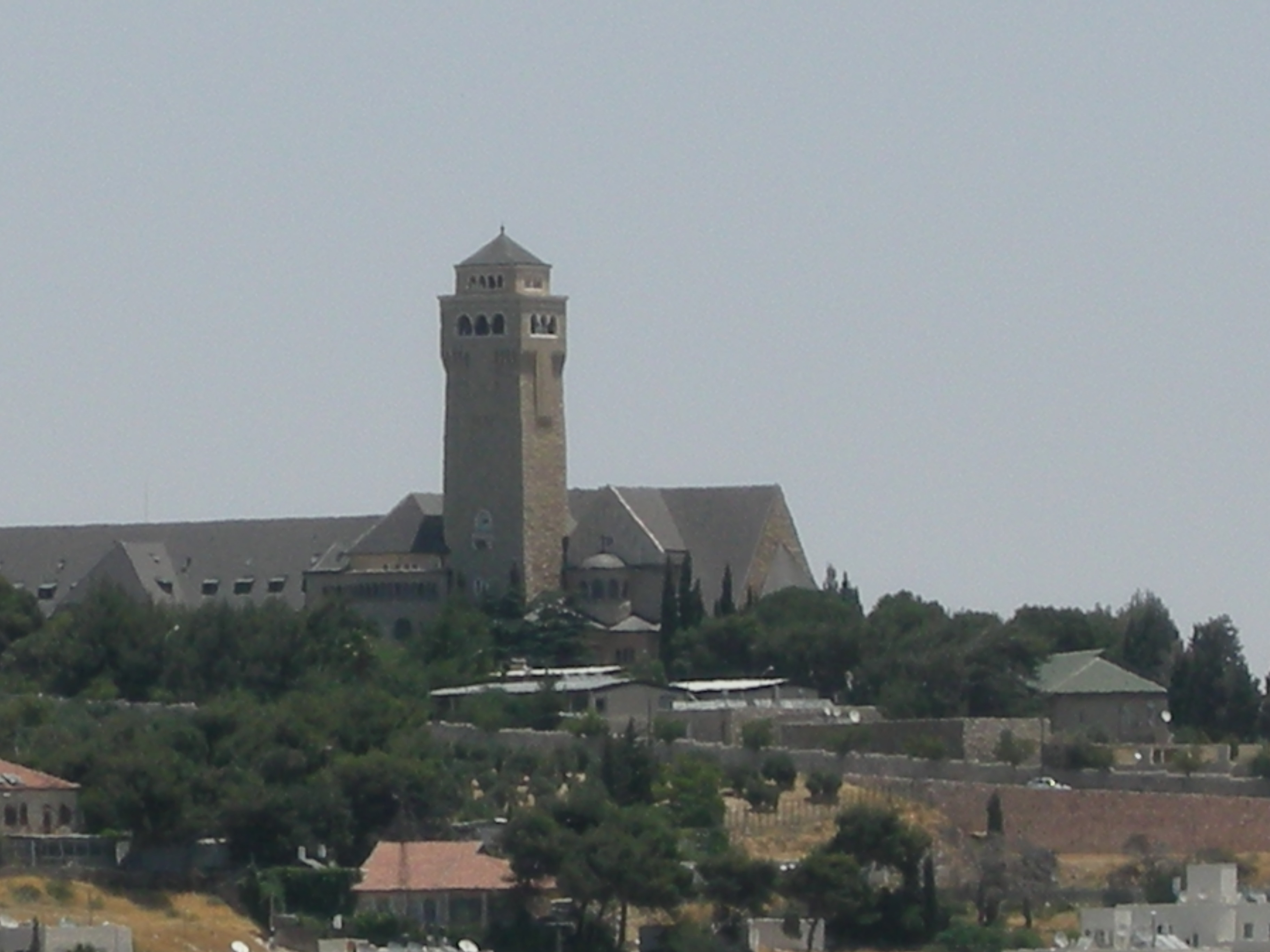
مستشفى المطلع
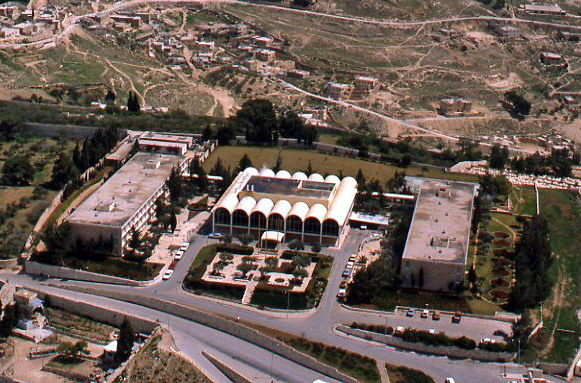
فندق الأقواس السبعة
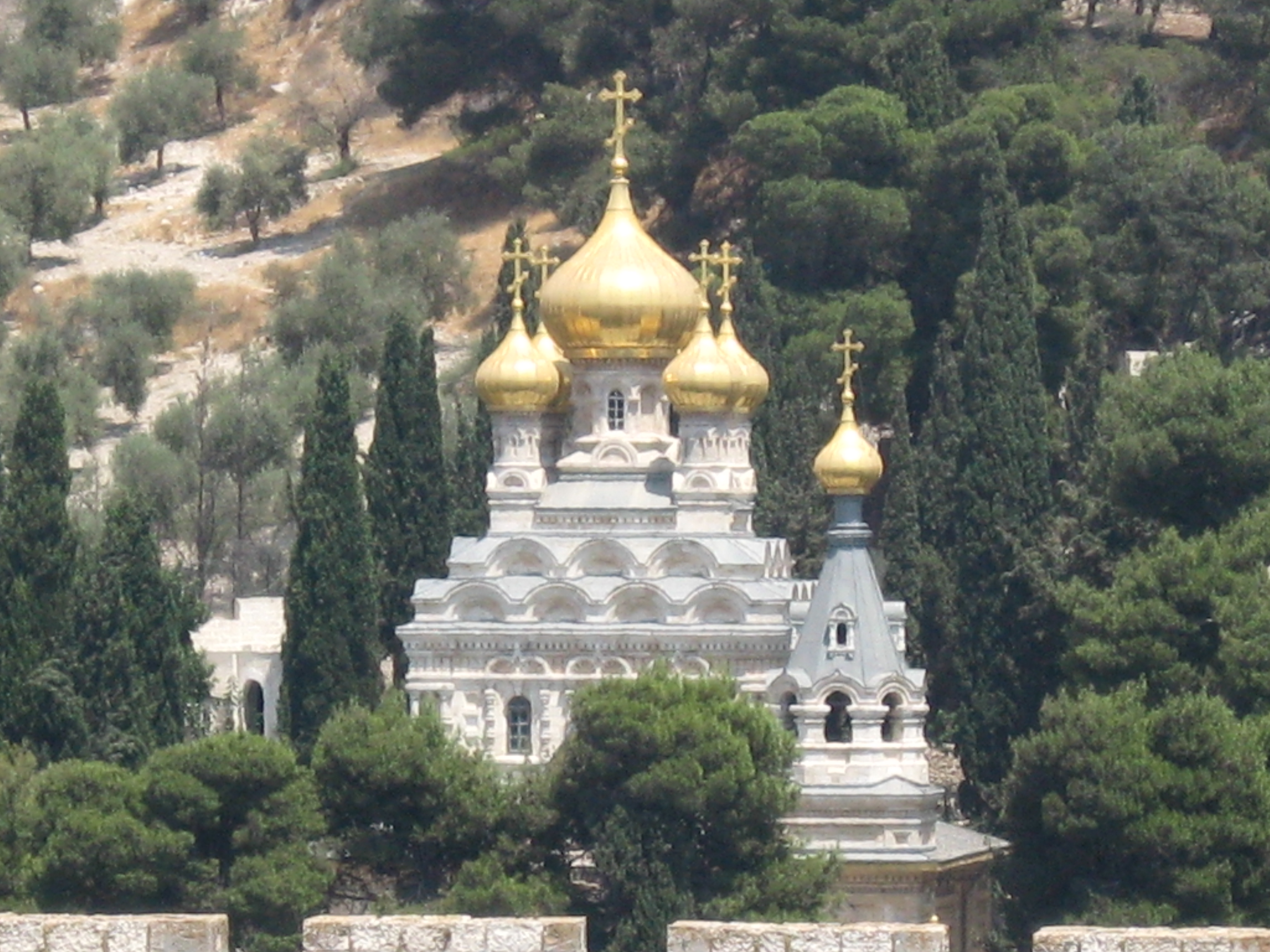
كنيسة مريم المجدلية
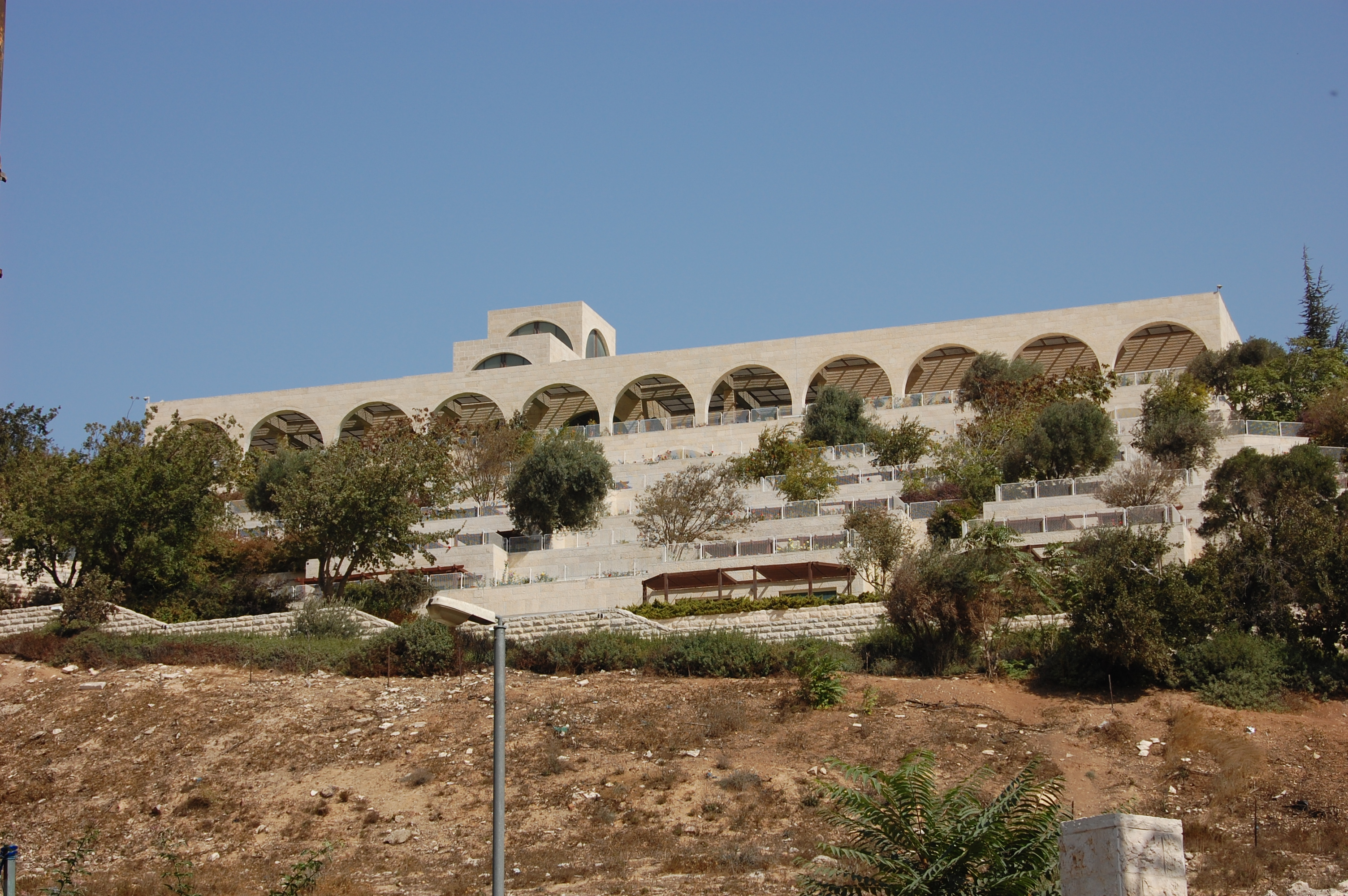
BYU Jerusalem Center
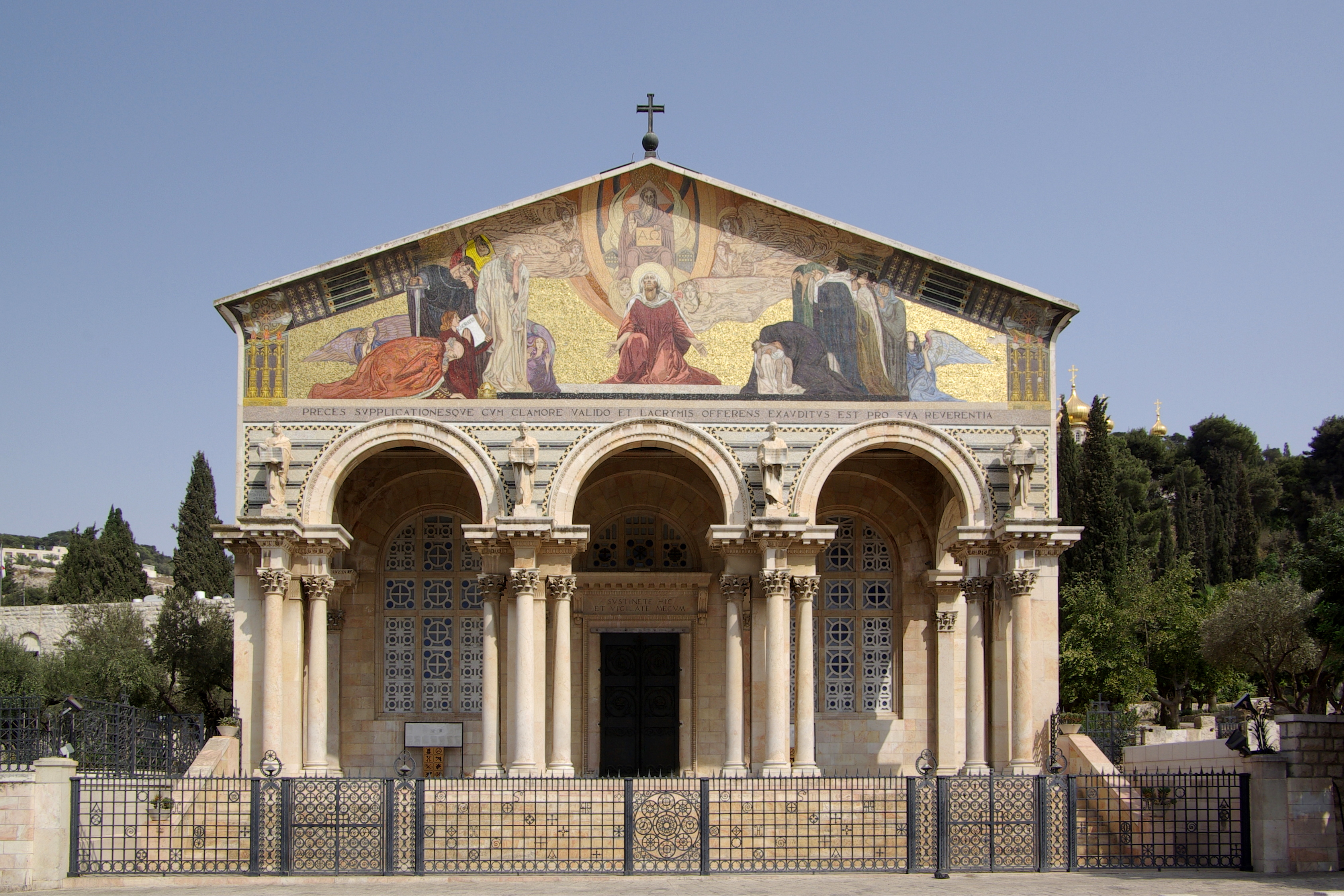
كنيسة كل الأمم في جثسيماني
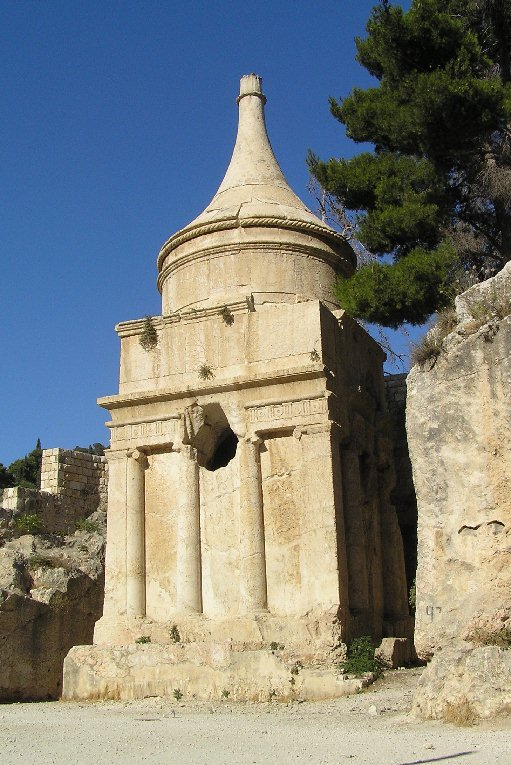
Tomb of Absalom
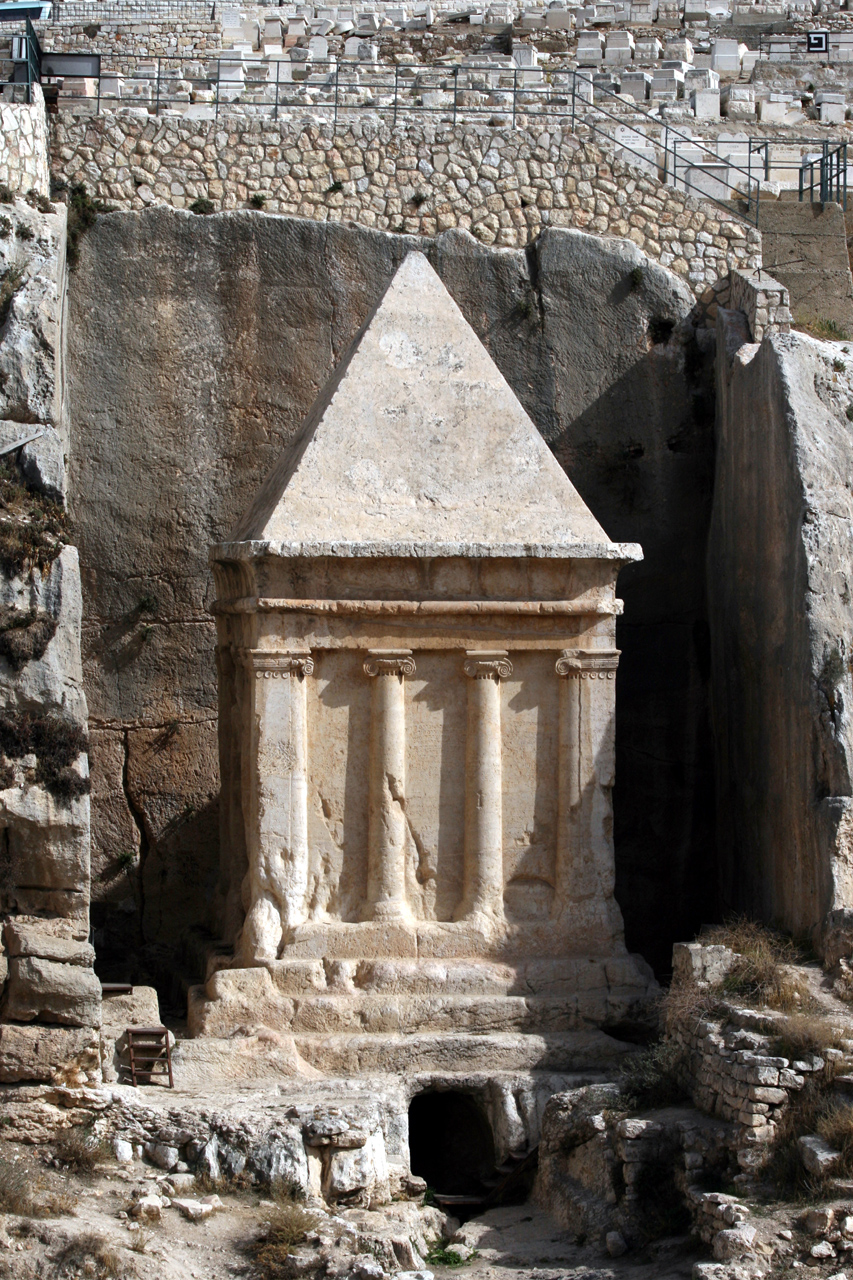
Tomb of Zechariah